# 張世珍 (乾隆進士)
張世珍（?—?），字雪堂，陝西臨潼縣人，清朝官員。

## 生平
乾隆七年（1742年）壬戌科進士。曾任屏南縣知縣。乾隆二十二年（1757年）被任命為臺灣彰化縣知縣，次年方到任。乾隆二十六年（1761年）六月卸任，年底陞任興化府通判。